# Hřiměždice
Hřiměždice település Csehországban, a Příbrami járásban. Hřiměždice Svatý Jan, Obory, Nečín, Dublovice, Kamýk nad Vltavou és Županovice településekkel határos. Lakosainak száma 376 fő (2024. január 1.).

## Népesség
A település lakosságának változását az alábbi diagram mutatja:
| Lakosok száma | 742  | 702  | 632  | 498  | 411  | 417  | 411  | 398  | 392  | 376  |
|               | 1869 | 1900 | 1921 | 1961 | 1980 | 2011 | 2016 | 2019 | 2021 | 2024 |